# Ronde van Spanje 2020/Achtste etappe
De achtste etappe van de Ronde van Spanje 2020 werd verreden op 28 oktober tussen Logroño en de klim naar de Alto de Moncalvillo. 
| Logroño – Alto de Moncalvillo (164,5 km) |                     |                        |          |
| Plaats                                   | Naam                | Ploeg                  | Tijd     |
| 1                                        | Primož Roglič       | Team Jumbo-Visma       | 4u07'08" |
| 2                                        | Richard Carapaz     | Team INEOS Grenadiers  | + 13"    |
| 3                                        | Daniel Martin       | Israel Start-Up Nation | + 19"    |
| 4                                        | Aleksandr Vlasov    | Astana Pro Team        | + 25"    |
| 5                                        | Hugh Carthy         | EF Education First     | + 33"    |
| 6                                        | Wout Poels          | Bahrain McLaren        | + 35"    |
| 7                                        | Enric Mas           | Movistar Team          | + 54"    |
| 8                                        | Sepp Kuss           | Team Jumbo-Visma       | z.t.     |
| 9                                        | Esteban Chaves      | Mitchelton-Scott       | + 1'33"  |
| 10                                       | Clément Champoussin | AG2R La Mondiale       | + 1'37"  |
|                                          |                     |                        |          |
| 29                                       | Kobe Goossens       | Lotto Soudal           | + 5'20"  |

| Algemeen klassement |                     |                        |           |
| Plaats              | Naam                | Ploeg                  | Tijd      |
| Rode trui           | Richard Carapaz     | Team INEOS Grenadiers  | 32u31'06" |
| 2                   | Primož Roglič       | Team Jumbo-Visma       | + 13"     |
| 3                   | Daniel Martin       | Israel Start-Up Nation | + 28"     |
| 4                   | Hugh Carthy         | EF Education First     | + 44"     |
| 5                   | Enric Mas           | Movistar Team          | + 1'54"   |
| 6                   | Felix Großschartner | BORA-hansgrohe         | + 3'28"   |
| 7                   | Esteban Chaves      | Mitchelton-Scott       | z.t.      |
| 8                   | Alejandro Valverde  | Movistar Team          | + 3'35"   |
| 9                   | Marc Soler          | Movistar Team          | + 3'40"   |
| 10                  | Wout Poels          | Bahrain McLaren        | + 3'47"   |
|                     |                     |                        |           |
| 23                  | Kobe Goossens       | Lotto Soudal           | + 18'56"  |

## Opgaves
- Tom Dumoulin (Team Jumbo-Visma): niet gestart wegens vermoeidheid
- Kenny Elissonde (Trek-Segafredo): niet gestart wegens maagproblemen
- Michał Gołaś (Team INEOS Grenadiers): niet gestart wegens privéredenen

1e etappe ·
2e etappe ·
3e etappe ·
4e etappe ·
5e etappe ·
6e etappe ·
7e etappe ·
8e etappe ·
9e etappe ·
10e etappe ·
11e etappe ·
12e etappe ·
13e etappe ·
14e etappe ·
15e etappe ·
16e etappe ·
17e etappe ·
18e etappe
Startlijst · Eindstanden · Afbeeldingen